# Jim Fitzsimons
James (Jim) Fitzsimons, irl. Séamus Mac Síomoin (ur. 16 grudnia 1936 w Navanie) – irlandzki polityk, długoletni parlamentarzysta krajowy, minister, od 1984 do 2004 deputowany do Parlamentu Europejskiego II, III, IV i V kadencji.

## Życiorys
Kształcił się w St. Patrick's Classical School w Navanie. Pracował jako publicysta. W latach 1977–1987 sprawował mandat deputowanego do izby niższej irlandzkiego parlamentu, tj. do Dáil Éireann 21., 22., 23. i 24. kadencji. Od października do grudnia 1982 był jednocześnie ministrem stanu (poza składem rządu) odpowiedzialnym za departament przemysłu i energii.
W wyborach europejskich w 1984 po raz pierwszy z ramienia Fianna Fáil został posłem do Parlamentu Europejskiego. Skutecznie ubiegał się o reelekcję w 1989, 1994 i 1999. Należał m.in. do grupy Unii na rzecz Europy Narodów, pracował w Komisji Ochrony Środowiska, Zdrowia i Ochrony Konsumentów, Komisji Petycji i innych. W PE zasiadał nieprzerwanie przez 20 lat.